# Osamu Hajasaki
Osamu Hajasaki (早崎治, Hayasaki Osamu, 7. května 1933, Kjóto – 11. listopadu 1993) byl japonský fotograf aktivní ve 20. století. Zastával funkci předsedy Japonské společnosti reklamních fotografů.

## Životopis
Narodil se v roce 1933 v Kjótu, prefektuře Kjóto. Vystudoval fotografii na Ritsumeikan Junior and Senior High School a ekonomii na Ritsumeikan University Faculty of Economics. Během studia na univerzitě byl členem fotografického klubu, nadchl se pro fotografii a začal publikovat ve fotografických časopisech. Po absolutoriu nastoupil do reklamní produkční společnosti „Light Publicity“, kde spolupracoval s fotografem Kóenem Šigemorim.
Podílel se na produkci série plakátů k olympijským hrám v Tokiu v roce 1964 (1962, 1963: v koprodukci s Jusakem Kamekurou) a dostalo se jim velké pozornosti a na výstavě plakátů v Itálii získali ocenění Grand Prix. Poté založil vlastní ateliér s názvem „Hayasaki Studio“. Široce se věnoval hlavně komerční reklamní fotografii.
Zemřel 11. listopadu 1993 na následky nehody při pádu.